# Edwardsia claparedii
Edwardsia claparedii is een zeeanemonensoort uit de familie Edwardsiidae. Edwardsia claparedii werd in 1869 voor het eerst wetenschappelijk beschreven door Panceri.

## Beschrijving
Deze gravende zeeanemoon heeft een langwerpige en wormachtige kolom die is verdeeld in een scapus en scapulus. Het scapus heeft een zachte, aanhangende cuticula en een naakte afgeronde basis. De tentakels zijn erg lang wanneer ze volledig zijn uitgezet, 16 in aantal, gerangschikt in twee verschillende cycli (elk met 8 tentakels). De lengte van de kolom is maximaal 100 mm wanneer deze volledig is uitgeschoven, de spanwijdte van de tentakels tot 50 mm. De mondschijf is gespikkeld bleekgeel met kleine oranje vlekken, tentakels transparant met witte vlekken en kleinere bruine stippen.

## Verspreiding
Edwardsia claparedii komt met name voor op diepten van 5 tot 30 meter aan alle westkusten van de Britse Eilanden en de Atlantische kusten van Zuid-Europa tot aan de Middellandse Zee. Het graaf zich in holen in modder of zand, waarbij alleen de mondschijf en tentakels boven het substraat uitsteken.